# グリニッジ男爵

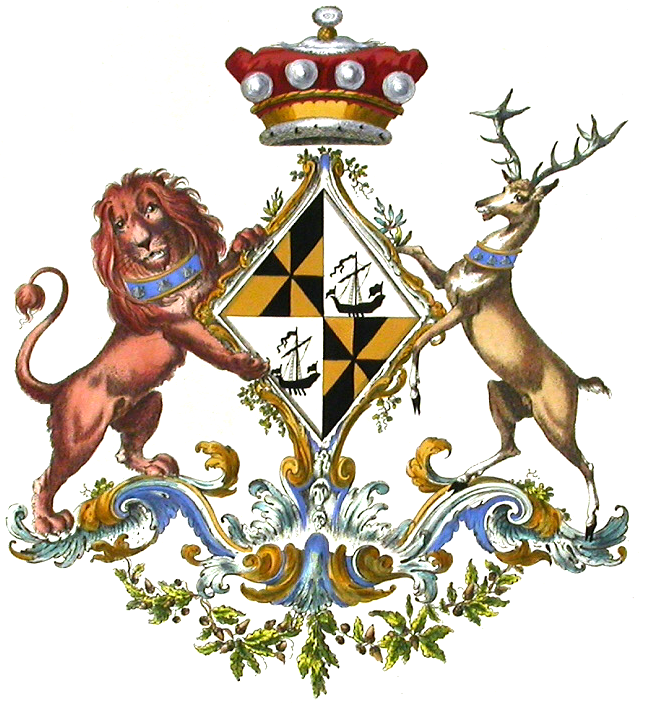
第1期のグリニッジ男爵に叙されたキャロライン・タウンゼンドの紋章

グリニッジ男爵（英語: Baron Greenwich）は、イギリス（連合王国）の男爵位。これまでに2度、1767年にグレートブリテン貴族として、1947年に連合王国貴族としてそれぞれ創設されている。
1767年に「カウンティ・オブ・ケントにおけるグリニッジ男爵（Baroness Greenwich, in the County of Kent）」に叙されたキャロライン・タウンゼンドは、1705年にグリニッジ伯爵・1719年にグリニッジ公爵を授けられていた第2代アーガイル公爵ジョン・キャンベルの長女であった。叙爵時の特許状において彼女の後夫チャールズ・タウンゼンド（タウンゼンド諸法を主導した財務大臣として知られる）との間に生まれた男系男子に継承権を限ると定められていたものの彼との間に男子に先立たれたため、1794年に彼女の死去によって断絶した。
1947年の「カウンティ・オブ・ロンドンにおけるグリニッジのグリニッジ男爵（Baron Greenwich, of Greenwich in the County of London）」は、ギリシャ・デンマーク王子であったフィリップ・マウントバッテンがエリザベス王女と結婚するにあたってエディンバラ公爵・メリオネス伯爵とともに叙されたものである。

## グリニッジ男爵 （第1期; 1767年）
- 初代グリニッジ男爵キャロライン・タウンゼンド（英語版） （1717年 – 1794年）
  - 1794年、断絶。

## グリニッジ男爵 （第2期; 1947年）
- 初代エディンバラ公爵・初代メリオネス伯爵・初代グリニッジ男爵フィリップ・マウントバッテン （1921年 – 2021年）
  - 1952年にエリザベス2世の即位により王配となる。
- ウェールズ公爵チャールズ （1948年 – ）
  - 2022年9月8日に国王チャールズ3世として即位、王冠に統合。